# Eastern Hockey League
Die Eastern Hockey League war mehrfach eine professionelle Eishockey Minor League in den Vereinigten Staaten. Seit 2013 besteht unter der Bezeichnung eine Juniorenliga.

## Eastern Amateur Hockey League (1933 bis 1953)
1933 wurde die Liga mit sieben teilnehmenden Franchises als Eastern Amateur Hockey League (EAHL) von Thomas Lockhart, der von der Gründung bis ins Jahr 1972 Ligabeauftragter der EAHL war und bereits im College-Sport Eishockeyerfahrung gesammelt hatte, gegründet.
Nach der ersten Saison kamen drei weitere Teams hinzu, sodass die Liga neuorganisiert und Frederick Rubien, der Sekretär des US-amerikanischen Olympischen Komitees, als ihr neuer Präsident gewählt wurde.
Die Meisterschaft der Liga hieß James J. Walker Trophy, nach einem Pokal, den man 1935 in einem New Yorker Leihhaus fand und der von da an als Meisterschaftstrophäe genutzt wurde. In den späten 1930ern wurden drei Spielzeiten in einem Jahr ausgetragen, sodass die Trophäe dreimal im Jahresverlauf vergeben wurde. 
Im Jahr 1948/49 setzte die Liga für eine Spielzeit aus, jedoch schon zur Saison 1949/50 kam die Serie mit acht Teams zurück, 1953 folgte das vorläufige Aus der Liga.

### Teams
- Atlantic City Seagulls (1933–1942; 1947–1952)
- Baltimore Clippers (1945–1950)
- Baltimore Orioles (1933–1942; 1944–1945)
- Boston Olympics (1940–1952)
- Bronx Tigers (1933–1934; 1937–1938)
- Brooklyn Crescents (1943–1944)
- Cleveland Knights (1949–1950)
- Crescent-Hamilton A.C. (1933–1935)
- Grand Rapids Rockets (1949–1950)
- Hershey Bears (1933–1938)
- Hershey Cubs (1938–1939)
- Johnstown Bluebirds (1941–1942)
- Johnstown Jets (1950–1953; 1955–1973)
- Milwaukee Clarks (1949–1950)
- New Haven Eagles (1943)
- New Haven Nutmegs (1952–1953)

- New Haven Tomahawks (1951–1952)
- New York Athletic Club (1933–1934)
- New York Rovers (1935–1952)
- Philadelphia Falcons (1942–1946; 1951–1952)
- Pittsburgh Yellow Jackets (1935–1937)
- Riverdale Skeeters (1939–1942)
- St Nicholas Hockey Club (1933–1934)
- Springfield Indians (1951–1953)
- Toledo Buckeyes (1949–1950)
- Troy Uncle Sam Trojans (1952–1953)
- U.S. Coast Guard Cutters (1942–1943)
- Washington Eagles (1939–1942)
- Washington Lions (1944–1947; 1951–1953)

### Meister
- 1952/53 – Johnstown Jets
- 1951/52 – Johnstown Jets
- 1950/51 – Atlantic City Sea Gulls
- 1949/50 – New York Rovers
- 1948/49 – keine Meisterschaft
- 1947/48 – Baltimore Clippers
- 1946/47 – Boston Olympics
- 1945/46 – Boston Olympics
- 1944/45 – Boston Olympics
- 1943/44 – Boston Olympics

- 1942/43 – U.S. Coast Guard Cutters
- 1941/42 – New York Rovers
- 1940/41 – Atlantic City Sea Gulls
- 1939/40 – Baltimore Orioles
- 1938/39 – New York Rovers
- 1937/38 – Atlantic City Sea Gulls
- 1936/37 – Atlantic City Sea Gulls
- 1935/36 – Baltimore Orioles
- 1934/35 – New York-Hamilton Crescents
- 1933/34 – Baltimore Orioles

## Eastern Hockey League (1954 bis 1973)
Zur Saison 1954/55 wurde die Liga schließlich neuorganisiert und unter dem Namen Eastern Hockey League weitergeführt.
1954 startete die Liga mit fünf Teams, bis 1959 war diese Anzahl auf zwölf angewachsen, was bis zum Ende der Liga 1973 als ebenfalls zwölf Teams in drei Divisions um die Meisterschaft spielten, so blieb. 
1972/73 stellte die EHL den Spielbetrieb ein und wurde von der North American Hockey League sowie der Southern Hockey League abgelöst, die den Großteil der EHL-Teams übernahmen.

### Teams
- Baltimore Clippers (1954–1956; wurden Charlotte Rebels)
- Cape Cod Cubs (1972–1973)
- Charlotte Checkers (1960–1973)
- Charlotte Clippers (1956–1960; wurden Charlotte Checkers)
- Charlotte Rebels (1956; wurden Charlotte Clippers)
- Clinton Comets (1954–1973)
- Florida Rockets (1966–1968; wurden Jacksonville Rockets)
- Greensboro Generals (1959–1973)
- Jacksonville Rockets (1964–1966; wurden Florida Rockets; 1968–1972)
- Jersey Devils (1964–1971; 1972–1973)
- Jersey Larks (1960–1961; wurden Knoxville Knights)
- Johnstown Jets (1955–1973)
- Knoxville Knights (1961–1968)
- Long Island Ducks (1961–1973)
- Nashville Dixie Flyers (1962–1971)

- New England Blades (1972–1973)
- New Haven Blades (1954–1972; wurden New England Blades)
- New York Rovers (1959–1961; 1964–1965)
- Philadelphia Ramblers (1955–1964)
- Rhode Island Eagles (1972–1973)
- Roanoke Valley Rebels (1970–1973)
- St. Petersburg Suns (1971–1972; wurden Suncoast Suns)
- Suncoast Suns (1972–1973)
- Salem Rebels (1967–1970; wurden Roanoke Valley Rebels)
- Syracuse Blazers (1967–1973)
- Washington Lions (1954–1957; wurden Washington Presidents)
- Washington Presidents (1957–1960; wurden Jersey Larks)
- Worcester Warriors (1954–1955)

### Meister
- 1972/73 – Syracuse Blazers
- 1971/72 – Charlotte Checkers
- 1970/71 – Charlotte Checkers
- 1969/70 – Clinton Comets
- 1968/69 – Clinton Comets
- 1967/68 – Clinton Comets
- 1966/67 – Nashville Dixie Flyers
- 1965/66 – Nashville Dixie Flyers
- 1964/65 – Long Island Ducks

- 1963/64 – Clinton Comets
- 1962/63 – Greensboro Generals
- 1961/62 – Johnstown Jets
- 1960/61 – Johnstown Jets
- 1959/60 – Johnstown Jets
- 1958/59 – Clinton Comets
- 1957/58 – Washington Presidents
- 1956/57 – Charlotte Checkers
- 1955/56 – New Haven Blades
- 1954/55 – New Haven Blades

## Northeastern/Eastern Hockey League (1978 bis 1981)
1979 wurde die Eastern Hockey League unter demselben Namen wiederbelebt. Trotz des Zusammenschlusses mit der ein Jahr zuvor gegründeten Northeastern Hockey League konnte nicht an den Erfolg früherer Tage angeknöpft werden und so wurde der Spielbetrieb nach nur drei Jahren wieder eingestellt.

### Teams
- Baltimore Clippers (1979–1981)
- Erie Blades (1978–1981)
- Hampton Aces (1978–1981)
- Jersey Aces (1978; wurden Hampton Aces)
- Johnstown Red Wings (1979–1980)
- Johnstown Wings (1978–1979; wurden Johnstown Red Wings)
- Cape Cod/New Hampshire Freedoms (1978–1989)
- Richmond Rifles (1979–1981)
- Salem Raiders (1980–1981)
- Syracuse Hornets (1980–1981)
- Utica Mohawks (1978–1980)

### Meister
- 1980/81 – Erie Blades
- 1979/80 – Erie Blades
- 1978/79 – Erie Blades

## Eastern Hockey League als Juniorenliga (seit 2013)
2013 nahm die bisheriga Atlantic Junior Hockey League sechs Mannschaften der bisherigen Eastern Junior Hockey League auf und benannte sich daraufhin in Eastern Hockey League um. Sie besitzt eine „Tier III Junior“-Einstufung.